# فرانس هوئک
فرانس هوئک (انگلیسی: Frans Hoek؛ زادهٔ ۱۷ اکتبر ۱۹۵۶) بازیکن فوتبال اهل پادشاهی هلند است.
از باشگاه‌هایی که در آن بازی کرده‌است می‌توان به باشگاه فوتبال ولندام اشاره کرد.